# Bulbophyllum candidum
Bulbophyllum candidum är en orkidéart som beskrevs av Joseph Dalton Hooker. Bulbophyllum candidum ingår i släktet Bulbophyllum och familjen orkidéer.
Artens utbredningsområde är Assam (Indien). Inga underarter finns listade i Catalogue of Life.